# Мировая лига по хоккею на траве среди мужчин 2012/13
Мировая лига по хоккею на траве среди мужчин 2012/13 — 1-й розыгрыш турнира по хоккею на траве среди мужских сборных команд. В турнире, проводившемся под эгидой ФИХ, участвовало 54 сборных команд. Турнир начался 17 августа 2012 года в городе Прага (Чехия), проходил в 15 городах разных стран мира. Финальный раунд турнира прошёл с 10 по 18 января 2014 в городе Нью-Дели (Индия).
Победителем турнира стала сборная Нидерландов, обыгравшая в финале сборную Новой Зеландии со счётом 7:2. Третье место заняла сборная Англии, победившая в матче за 3-е место сборную Австралии со счётом 2:1.
Турнир также являлся квалификационным соревнованием для участия в чемпионате мира 2014, который прошел с 31 мая по 14 июня 2014 в городе Гаага (Нидерланды). Квалификацию получали команды, прошедшие в два полуфинальных раунда Мировой лиги (состоялись c 13 по 22 июня 2013 в Роттердаме, Нидерланды и c 29 июня по 7 июля 2013 в Джохор-Бару, Малайзия) и занявшие в них 6 наиболее высоких мест, исключая сборную страны-хозяйки чемпионата мира (сборную Нидерландов), а также 5 сборных команд, ставших победителями своих континентальных чемпионатов.

## Квалификация на турнир
Каждая национальная федерация, член ФИХ, получила возможность отправить свою сборную участвовать в турнире, и после различных уточнений было объявлено, что в турнире примет участие 62 команды. Однако, по различным причинам, окончательное количество команд участниц турнира уменьшилось до 54.
Восемь команд, имеющие в рейтинге ФИХ (по состоянию на апрель 2011) места с 1-го по 8-е, получили автоматическую путёвку в полуфинальный раунд турнира. Следующие восемь команд, имеющие в рейтинге ФИХ места с 9-го по 16-е, получили автоматическую путёвку во 2-й раунд турнира. Эти 16 команд, с их местами в рейтинге ФИХ, следующие:
- Австралия (1)
- Германия (2)
- Нидерланды (3)
- Англия (4)
- Испания (5)
- Республика Корея (6)
- Новая Зеландия (7)
- Пакистан (8)
- Индия (9)
- Канада (10)
- Аргентина (11)
- ЮАР (12)
- Бельгия (13)
- Китай (14)
- Малайзия (15)
- Япония (16)

## Результаты соревнований

### 1-й раунд
| Даты Город и страна проведения                      | Команды                                       | Команды, проходящие во 2-й раунд | Команды, проходящие во 2-й раунд |
| Даты Город и страна проведения                      | Команды                                       | Коли- чество                     | Команды                          |
| --------------------------------------------------- | --------------------------------------------- | -------------------------------- | -------------------------------- |
| 17–29 августа 2012 Прага (Чехия)                    | Беларусь Чехия Польша Украина                 | 2                                | Польша Украина                   |
| 31 августа – 2 сентября 2012 Сингапур               | Бангладеш Гонконг Сингапур Таиланд            | 1                                | Бангладеш                        |
| 7–9 сентября 2012 Аккра (Гана)                      | Египет Гана Нигерия                           | 1                                | Египет                           |
| 7–9 сентября 2012 Кардифф (Уэльс)                   | Австрия Ирландия Швеция Уэльс                 | 2                                | Ирландия Австрия                 |
| 25–30 сентября 2012 Лозада (Португалия)             | Гибралтар Италия Марокко Португалия Шотландия | 2                                | Шотландия Португалия             |
| 14–17 ноября 2012 Порт-оф-Спейн (Тринидад и Тобаго) | Барбадос Чили Тринидад и Тобаго Венесуэла     | 2                                | Тринидад и Тобаго Чили           |
| 16–18 ноября 2012 Чула-Виста (США)                  | Гватемала Мексика США                         | 1                                | США                              |
| 27 ноября – 2 декабря 2012 Доха (Катар)             | Азербайджан Оман —1 Шри-Ланка Турция          | 1                                | Азербайджан                      |
| 8–15 декабря 2012 Сува (Фиджи)                      | Фиджи Папуа — Новая Гвинея Вануату            | 1                                | Фиджи                            |

↑  – Результаты сборной Катара были удалены из итогов соревнования из-за проблем законности участия в составе сборной нескольких игроков.

### 2-й раунд
| Даты Город и страна проведения                      | Команды, квалифицированные для участия | Команды, квалифицированные для участия | Команды, квалифицированные для участия | Команды, проходящие в полуфинальные раунды | Команды, проходящие в полуфинальные раунды |
| Даты Город и страна проведения                      | Страна, где проводится соревнование    | По рейтингу ФИХ                        | Прошедшие из 1-го раунда               | Коли- чество                               | Команды                                    |
| --------------------------------------------------- | -------------------------------------- | -------------------------------------- | -------------------------------------- | ------------------------------------------ | ------------------------------------------ |
| 18–24 февраля 2013 Нью-Дели (Индия)                 | Индия                                  | Япония                                 | Бангладеш Фиджи Ирландия Оман2         | 2                                          | Индия Ирландия                             |
| 27 февраля – 5 марта 2013 Рио-де-Жанейро (Бразилия) | Бразилия                               | Аргентина ЮАР                          | Чили Тринидад и Тобаго США             | 2                                          | Аргентина ЮАР                              |
| 6–12 мая 2013 Сен-Жермен-ан-Ле (Франция)            | Франция                                | Бельгия Канада                         | Польша Португалия Шотландия            | 2                                          | Бельгия Франция4                           |
| 27 мая – 2 июня 2013 Электросталь (Россия)          | Россия                                 | Япония                                 | Австрия Чехия3 Египет Украина          | 1                                          | Япония                                     |

↑  – Сборная Азербайджана снялась с соревнований и её заменила сборная Омана.
↑  – Поскольку Малайзия была выбрана страной проведения одного из полуфинальных турниров, то сборная Малайзии автоматически попала на этот полуфинальный турнир; вместо неё во 2-м раунде (куда сборная Малайзии сначала попала по рейтингу ФИХ) приняла участие сборная Чехии.
↑  – Поскольку Малайзия была выбрана страной проведения одного из полуфинальных турниров, то сборная Малайзии автоматически попала на этот полуфинальный турнир и в соревнованиях 2-го раунда освободилось одно место. Сборная Франции (17-я по рейтингу ФИХ) была определена как сборная с наибольшим рейтингом среди команд второй очереди в промежуток времени между турнирами 2-го раунда, состоявшимися в Сен-Жермен-ан-Ле (Франция) и Электростали (Россия), не дав возможности сборной России (20-й по рейтингу) квалифицироваться.

### Полуфинальный раунд
| Даты Город и страна проведения               | Команды, квалифицированные для участия | Команды, квалифицированные для участия    | Команды, квалифицированные для участия | Команды, проходящие в финал | Команды, проходящие в финал                 |
| Даты Город и страна проведения               | Страна, где проводится соревнование    | По рейтингу ФИХ                           | Прошедшие из 2-го раунда               | Коли- чество                | Команды                                     |
| -------------------------------------------- | -------------------------------------- | ----------------------------------------- | -------------------------------------- | --------------------------- | ------------------------------------------- |
| 13–23 июня 2013 Роттердам (Нидерланды)       | Нидерланды                             | Австралия Новая Зеландия Испания          | Бельгия Франция Индия Ирландия         | 4                           | Бельгия Австралия Нидерланды Новая Зеландия |
| 29 июня – 7 июля 2013 Джохор-Бару (Малайзия) | Малайзия                               | Англия Германия Пакистан Республика Корея | Аргентина Япония ЮАР                   | 3                           | Германия Аргентина Англия                   |

### Финальный раунд
| Даты Город и страна проведения     | Команды, квалифицированные для участия | Команды, квалифицированные для участия                                |
| Даты Город и страна проведения     | Страна, где проводится соревнование    | Прошедшие из полуфиналов                                              |
| ---------------------------------- | -------------------------------------- | --------------------------------------------------------------------- |
| 10–18 января 2014 Нью-Дели (Индия) | Индия                                  | Австралия Англия Аргентина Бельгия Германия Нидерланды Новая Зеландия |

## Награды
| Номинация                  | Игрок/Сборная      |
| -------------------------- | ------------------ |
| Лучший бомбардир (6 голов) | Kieran Govers      |
| Лучший игрок (MVP)         | Robbert Kempermann |
| Лучший вратарь             | George Pinner      |
| Лучший молодой игрок       | Mandeep Singh      |

## Итоговая таблица
ФИХ использовала финальное распределение мест для определения рейтинга сборных ФИХ по состоянию на 20 января 2014.
| Место                           | Сборная              | Баллы в рейтинг ФИХ |
| ------------------------------- | -------------------- | ------------------- |
| 1                               | Нидерланды           | 300                 |
| 2                               | Новая Зеландия       | 300                 |
| 3                               | Англия               | 300                 |
| 4                               | Австралия            | 300                 |
| 5                               | Бельгия              | 220                 |
| 6                               | Индия                | 220                 |
| 7                               | Германия             | 220                 |
| 8                               | Аргентина            | 220                 |
| 9                               | Республика Корея     | 200                 |
| 10                              | Испания              | 190                 |
| 11                              | Малайзия             | 180                 |
| 12                              | Япония               | 170                 |
| 13                              | Пакистан             | 160                 |
| 14                              | Ирландия             | 150                 |
| 15                              | ЮАР                  | 140                 |
| 16                              | Франция              | 130                 |
| 17                              | Россия               | 120                 |
| 18                              | Канада               | 115                 |
| 19                              | Бангладеш            | 110                 |
| 20                              | Чили                 | 105                 |
| 21                              | Украина              | 100                 |
| 22                              | Австрия              | 95                  |
| 23                              | Китай                | 90                  |
| 24                              | Шотландия            | 85                  |
| 25                              | Египет               | 80                  |
| 26                              | Тринидад и Тобаго    | 75                  |
| 27                              | Польша               | 70                  |
| 28                              | США                  | 65                  |
| 29                              | Оман                 | 60                  |
| 30                              | Чехия                | 55                  |
| 31                              | Бразилия             | 50                  |
| 32                              | Фиджи                | 45                  |
| 33                              | Португалия           | 40                  |
| далее — без мест в Мировой лиге |                      |                     |
| 34-35                           | Гибралтар            | 25                  |
|                                 | Сингапур             | 25                  |
| 36-37                           | Италия               | 22                  |
|                                 | Уэльс                | 22                  |
| 38-45                           | Барбадос             | 20                  |
|                                 | Беларусь             | 20                  |
|                                 | Гана                 | 20                  |
|                                 | Мексика              | 20                  |
|                                 | Папуа — Новая Гвинея | 20                  |
|                                 | Турция               | 20                  |
|                                 | Узбекистан           | 20                  |
|                                 | Шри-Ланка            | 20                  |
| 46                              | Гонконг              | 18                  |
| 47                              | Таиланд              | 17                  |
| 48-53                           | Азербайджан          | 15                  |
|                                 | Вануату              | 15                  |
|                                 | Венесуэла            | 15                  |
|                                 | Гватемала            | 15                  |
|                                 | Марокко              | 15                  |
|                                 | Швеция               | 15                  |

Без учёта сборной Катара, которая была дисквалифицирована после 1-го раунда.